# Tysklands Grand Prix 1968

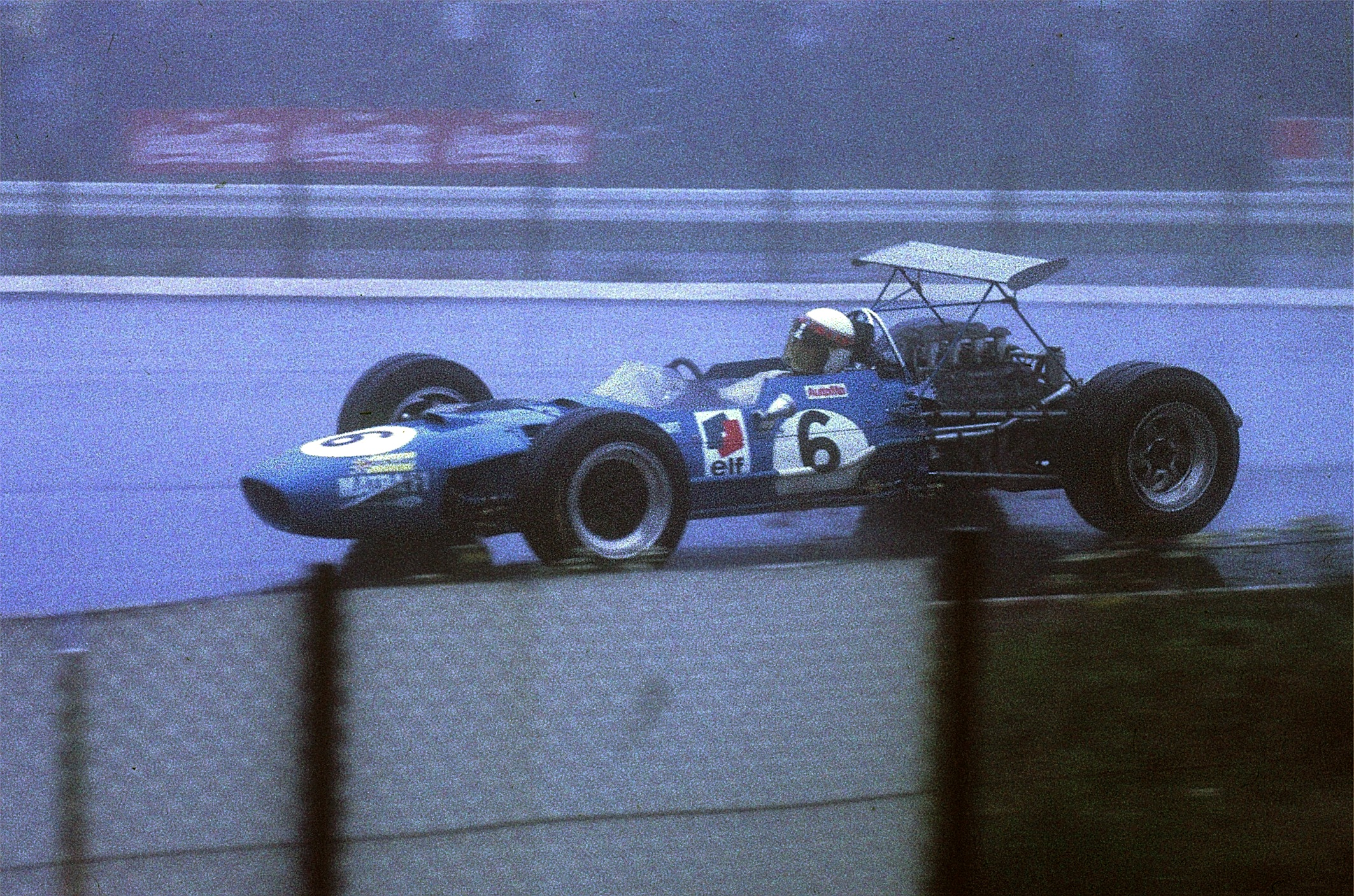
loppet vanns av Jackie Stewart i en Matra MS10

Tysklands Grand Prix 1968 var det åttonde av tolv lopp ingående i formel 1-VM 1968.  

## Resultat
1. Jackie Stewart, Tyrrell (Matra-Ford), 9 poäng
2. Graham Hill, Lotus-Ford, 6
3. Jochen Rindt, Brabham-Repco, 4
4. Jacky Ickx, Ferrari, 3
5. Jack Brabham, Brabham-Repco, 2
6. Pedro Rodríguez, BRM, 1
7. Denny Hulme, McLaren-Ford
8. Piers Courage, Reg Parnell (BRM)
9. Dan Gurney, Eagle-Weslake
10. Hubert Hahne, BMW (Lola-BMW)
11. Jackie Oliver, Lotus-Ford
12. Kurt Ahrens, Caltex Racing (Brabham-Repco)
13. Bruce McLaren, McLaren-Ford
14. Richard Attwood, BRM

### Förare som bröt loppet
- Chris Amon, Ferrari (varv 11, olycka)
- Jean-Pierre Beltoise, Matra (8, olycka)
- Jo Siffert, R R C Walker (Lotus-Ford) (6, tändning)
- Lucien Bianchi, Cooper-BRM (6, bränsleläcka)
- John Surtees, Honda (3, tändning)
- Vic Elford, Cooper-BRM (0, olycka)

### Förare som ej startade
- Silvio Moser, Charles Vögele Racing (Brabham-Repco) (oljepump)